# Андрей Панадич
Андрей Панадич (хорв. Andrej Panadić, нар. 9 березня 1969, Загреб) — югославський та хорватський футболіст, що грав на позиції захисника. По завершенні ігрової кар'єри — футбольний тренер. Наразі очолює тренерський штаб команди «Істра 1961».
Виступав, зокрема, за «Динамо» (Загреб) та «Гамбург», а також національну збірну Югославії, разом з якою був учасником ЧС-1990.

## Клубна кар'єра
Вихованець школи загребського «Динамо», в дорослому футболі дебютував 1988 року виступами за головну команду, в якій провів шість сезонів, взявши участь у 148 матчах чемпіонату. Зі створенням чемпіонату Хорватії команда отримала назву ХАШК, а 1993 року — «Кроація». Більшість часу, проведеного у складі загребського клубу, був основним гравцем захисту команди і виграв національний чемпіонат і кубок.
У 1994 році виїхав до Німеччини, де продовжив свою кар'єру: спочатку він грав у команді «Хемніцер», де зарекомендував себе як провідний гравець оборони. Після вильоту саксонців з Другої бундесліги Панадич перейшов у 1996 році в стан конкурентів з клубу «Юрдінген 05». Провівши всього один рік на «Гротенбург-Штадіоні», Панадич у 1997 році перейшов в «Гамбург», де і провів найкращі роки своєї кар'єри. Найкращим результатом для нього стали бронзові медалі першості Німеччини в 2000 році. У 2002 він поїхав в австрійський «Штурм», але протримався там недовго. Завершив кар'єру в японському клубі «Нагоя Грампус».
Своєю грою за останню команду привернув увагу представників тренерського штабу «Гамбурга», до складу якого приєднався на початку 1998 року і відіграв за гамбурзький клуб наступні чотири роки своєї ігрової кар'єри. Граючи у складі «Гамбурга», також здебільшого виходив на поле в основному складі команди. Найкращим результатом для нього стали бронзові медалі першості Німеччини в 2000 році. 
У 2002 він поїхав в австрійський «Штурм», але виступав там недовго.
Завершив професійну ігрову кар'єру у японському клубі «Нагоя Грампус», який виступав протягом 2002—2004 років.

## Виступи за збірну
20 вересня 1989 року дебютував в офіційних матчах у складі національної збірної Югославії в товариському матчі проти збірної Греції (3:0). Всього протягом року провів у формі головної команди країни 3 матчі. Наступного року у складі збірної був учасником чемпіонату світу 1990 року в Італії, проте на поле не виходив.
Також завоював срібні медалі молодіжного чемпіонату Європи 1990 року, де Югославія програла команді СРСР у фіналі.

## Кар'єра тренера
Розпочав тренерську кар'єру, повернувшись до футболу після невеликої перерви, очоливши влітку 2008 року тренерський штаб клубу ЛАСК (Лінц), але вже 27 жовтня був звільнений.
В подальшому був асистентом у клубах «Аль-Вахда» (Абу-Дабі), «Динамо» (Загреб) та «Персеполіс».
З 2016 року очолює тренерський штаб команди «Істра 1961».

## Досягнення
- Чемпіон Хорватії: 1992–93
- Володар Кубка Хорватії: 1993–94